# Chakra
Chakra (Pali: chakka, Tibetaans: khorlo, Maleis: cakera) is in de traditionele Indiase cultuur, bijvoorbeeld in het hindoeïsme, een van de plaatsen in het veronderstelde energielichaam van de mens die binnen die traditie van belang worden geacht voor levenskracht ('prana'). Chakra (Sanskriet cakram) betekent cirkel of wiel.
Fysiologische of andere medische invloeden van chakra's op het menselijk lichaam zijn niet wetenschappelijk aangetoond, noch het bestaan van chakra's zelf. Het betreft een metafysisch/filosofisch concept.

## Algemene kenmerken
Afhankelijk van de historische invulling van het begrip chakra is er sprake van vijf, zes, zeven, negen, twaalf of zevenentwintig chakra's, waarbij een chakrastelsel met zeven chakra's het meest bekend is geworden in het Westen. Dit is omdat de eerste, en lange tijd enige, Engelstalige vertaling van een Sanskriettekst over chakra's zeven chakra's noemt.
Deze tekst heet de sat-cakra-nirūpana, de omschrijving van de zes chakra's. De zevende chakra wordt vaak niet als een chakra beschouwd, omdat deze allesoverstijgend is en dus ook voorbij gaat aan het idee van een chakra.
De sat-cakra-nirūpana is geen autoritaire brontekst, maar een verhandeling geschreven in de 16de eeuw door Pūrṇānanda Yati. De kennis uit deze verhandeling kwam uit de familielijn van de auteur. Deze tekst werd begin van de vorige eeuw vertaald door een Engelsman Sir John Woodroffe. Omdat deze tekst lang de enige beschikbare bron was over chakra's in het Westen, heeft ze grote invloed gehad op de beeldvorming over chakra's.

## Chakra's en kleuren
De klassieke chakrastelsels hadden geen eenduidige kleurdefinitie. De kleuren van het kleurenspectrum (regenboogkleuren) werden pas eind jaren 1960 aan chakra's toegekend door Christopher Hills, in zijn boeken Nuclear Evolution. A Guide to Cosmic Enlightenment, gepubliceerd in 1968 en het vervolgboek Nuclear Evolution. The Rainbow Body uit 1977. De kleuren passen hier bij een persoonlijkheidspsychologie die ook in de chakra's werd geplaatst door dezelfde auteur. 
Andere chakra-kleurenschema's komen van de theosofie, hedendaagse yoga-auteurs en de sat-cakra-nirūpana tekst. In de laatstgenoemde zijn de kleuren gekoppeld aan de elementen die in de chakra's worden gevisualiseerd. Het was wel gebruikelijk om de bloemblaadjes van de lotussen die bij de chakra's horen, in kleur te visualiseren.

## Verschillende visies op chakra's
Theorieën over chakra's komen voor in filosofische stelsels die het menselijk lichaam en geest als een eenheid beschouwen, in het Sanskriet ook wel namarupa (bodymind) genoemd. De religieuze en filosofische begrippen en modellen van chakra's als energiecentra stammen uit het oude India.
Het concept van de chakra's wordt vaak op verschillende manieren behandeld, afhankelijk van de culturele context:
- in sommige Oosterse filosofieën worden chakra's beschouwd als gradaties van bewustzijn en uitingen van de ziel;
- in bepaalde mystieke stromingen zijn de chakra's een model voor de interne en externe ervaring in verband met fysieke, emotionele, mentale en spirituele aspecten van een persoon;
- in bepaalde oosterse tradities worden chakra's beschouwd als de centrale plaatsen van de levensenergie, en vormen ze als zodanig grotere en kleinere knooppunten, waarin de energiekanalen, of nadi's, samenkomen. De levensenergie stroomt het wezen binnen vanuit het hoogste chakra, dat ook wel als de poort naar het Goddelijke, of het Kosmisch Bewustzijn, wordt beschouwd.

### Hindoeïsme en Tantra
In het hindoeïsme en tantra maakt het begrip chakra deel uit van ideeën die gerelateerd zijn aan de esoterische anatomie. Deze ideeën worden meestal geuit in teksten die de Āgamas of tantra's worden genoemd. Dit behoort tot een deel van oude teksten waarvan het grootste deel door de orthodoxe brahmanen wordt verworpen.
Er bestaan veel variaties van deze concepten in bronteksten in het Sanskriet. In de vroege teksten zijn er al verschillende stelsels van chakra's en nadi's, met verschillende verbindingen onderling. Verschillende traditionele bronnen geven vijf, zes, zeven of acht chakra's. Soms worden surya chakra (zonnecentrum), chandra chakra (maancentrum) genoemd, tussen de zonnevlecht (manipura chakra) en het hartcentrum (anahata chakra) en manash chakra en soma chakra tussen het 'goddelijke oog' (ajna chakra) en de duizendbladige lotus (sahasrara chakra).
In de loop van de tijd werd een stelsel van zes of zeven chakra's in het lichaam leidend, dat door de meeste yogascholen werd opgenomen. Dit stelsel kent zijn oorsprong ongeveer in de 11e eeuw en won in snel tempo aan populariteit. In deze hindoeïstische en tantrische stromingen vormen de chakra's de zetels van de nog onuitgedrukte samskara's (indrukken), die tezamen het karma van de persoonlijkheid uitmaken. De chakra's, aura's en nadi's vormen tezamen het etherische of energetisch lichaam.
De omschrijvingen van het energetisch lichaam verschillen per tijd en stroming. De chakra's zijn hier energiepunten voor meditatie op het energetisch lichaam. De bronteksten noemen visualisatie-oefeningen om de chakra's te activeren of te openen. Soms werd de aandacht tijdens de ademhaling naar bepaalde chakra's gebracht. In andere teksten worden er godheden in de chakra's gevisualiseerd of mantra's gereciteerd, terwijl men de concentratie op het chakra hield. Zo worden ook de vormen en klanken van het Sanskriet-alfabet in de chakra's geplaatst
De nadruk en het doel van deze visualisatie-oefeningen was niet gefocusseerd op genezing, zoals nu wel vaak het geval is in de newagebeweging, maar een activatie van de kundalini-energie om zelfrealisatie te bereiken.
Binnen het concept van de chakra's is prana een van de vijf vitale levensstromen, met een verwijzing naar dezelfde goden uit de hindoeïstische mythologie. Prana wordt gelijkgesteld aan Vayu (wind, lucht) en vertegenwoordigt daarbij alle vijf stromen tezamen. Van deze stromen gelooft men dat het lichaam ze opwekt en dat ze alle biologische processen beheersen.

### Chinese modellen
Traditionele Chinese geneeswijzen gaan net als bij het chakramodel uit van een model van het menselijk lichaam als geheel van energiesystemen, gebaseerd op qi. Qi is onder andere de basisfilosofie achter de acupunctuur.

### Yoga
Chakra's vormen in de Hatha yoga pradipika geen hoofdthema, in tegenstelling tot prana. Saswitha, de eerste yogaleraar van Nederland en grondlegger van Saswitha-yoga, wilde de chakrafilosofie buiten de yoga houden. In zijn hoofdwerk Swabhawat komen chakra's bijvoorbeeld niet voor. 
De Pātañjala-yoga-śāstra behandelt de chakra's niet uitvoerig maar noemt wel een chakra in de navel en een hartlotus. Het chakrasysteem wordt echter nog niet geïntegreerd in het energetisch lichaam. In de Yoga Kundaliní Upanishads en Yoga Sikha Upanishad worden de chakra's wel genoemd.
Niettemin leggen veel moderne yogascholen de nadruk op het belang van chakra's. Deze benadering wordt soms chakra-yoga genoemd, maar veel scholen beschouwen chakra's als een van de hoofdonderdelen van de hathayoga zelf. Vooral in de yogabeweging in navolging van Swami Sivananda wordt yoga regelmatig met chakra's in verband gebracht. Zo zou bij elke chakra een bepaalde fysieke āsana passen. Hoewel elke yogaschool zijn eigen richting bepaalt, onderwijzen hatha-yogascholen deze chakraleer in het algemeen vanuit hetzelfde uitgangspunt als de newagebeweging. 
Er bestaan ook yogascholen met een andere invalshoek, zoals de tantrische en kundalini-yoga.

### Tantrisch
De chakra's staan beschreven in tantrische teksten, zoals de Sat-Cakra-Nirupana en Padaka-Pancaka. Hierin worden ze beschreven als emanatie (uitstraling) van bewustzijn van brahman, een energie die uit het spirituele voortkomt en geleidelijk aan concreter wordt, verschillende niveaus van chakra's creëert en uiteindelijk tot rust komt in de chakra Muladhara (wortelchakra). De chakra's maken hierdoor onderdeel uit van de emanationistische theorie, evenals de kabbala in het westen of lataif-e-sitta in het soefisme en het neoplatonisme. De energie die loskwam bij het ontstaan, kundalini, ligt opgerold en slapend onder in de ruggengraat. Het doel van de tantrische en kundalini-yoga is deze energie vrij te maken en door de andere chakra's heen te laten stromen, totdat het de eenheid met god bereikt in de kruinchakra.

### Theosofie
De shakta-theorie van de zeven hoofdchakra's werd in 1918 in het Westen geïntroduceerd door oriëntalist John Woodroffe, alias Arthur Avalon. Hij vertaalde twee Indiase manuscripten, Cakra-Nirupana en de Padaka-Pancaka, en nam deze op in zijn boek The Serpent Power – The Secrets of Tantric and Shaktic Yoga.
De in dit boek staande ideeën werden in 1927 verder ontwikkeld tot de dominante Westerse interpretatie van chakra's door de theosoof Charles Webster Leadbeater, in zijn boek The Chakra's. Veel denkbeelden van Charles Leadbeater over chakra's werden beïnvloed door eerdere theosofische auteurs, in het bijzonder Johann Georg Gichtel, een volgeling van Jakob Böhme. In Gichtels boek Theosophia Practica uit 1696 wordt een directe verwijzing gemaakt naar krachtcentra, een concept nauw verwant aan chakra's.

### New age
De opkomst van newagebeweging leidde tot meer belangstelling voor chakra's. De grootste chakra's worden daarin verondersteld verantwoordelijk te zijn voor de activering van de diverse lichaamsfuncties zoals ademen, spreken, uitscheiden en lopen, zowel als voor de diverse vormen van perceptie via de zintuigen (indriya's, zintuigen van kennis en handeling). Oefeningen zijn er onder andere op gericht de endocriene klieren door middel van subtiele drukfluctuaties meer in balans te brengen, ter verbetering van de fysieke gezondheid en de beheersing van de emoties in verband met de mystieke levenswijze.
Een hedendaagse definitie van chakra's luidt:
Een chakra is een centrum van activiteit dat levenskrachtenergie ontvangt, afstemt en afgeeft. Het woord chakra verwijst naar een ronddraaiend veld van activiteit die door de belangrijkste zenuwknopen van de ruggengraat stroomt. Er zijn zes van deze wielen die een reeks energievelden vormen van het stuitje tot het midden van het voorhoofd en een zevende chakra dat zich boven het lichaam bevindt. De zes belangrijkste chakra's komen overeen met de basistoestanden van hoger bewustzijn.

## Chakra's en healing
De eerste Westerse tantra-onderzoekers, zoals Sir John Woodroffe en theosofen, benoemden al dat op de locaties van de chakra's ook veel zenuwen en klieren bijeenkomen.
In de newagebeweging zijn de chakra's steeds meer in verband gebracht met gezondheid en healing. Zo worden er kristallen en edelstenen op chakra's gelegd of wordt er met reiki-energie gewerkt. De oorspronkelijke geschriften noemen wel degelijk zijdelings gezondheidsvoordelen van chakrameditaties, maar bestaan grotendeels uit visualisatie-oefeningen om de kundaliní op te wekken of te geleiden.
De ayurvedische geschriften noemen de chakra's niet. Desalniettemin gebruiken hedendaagse ayurveda-experts de chakra's wel degelijk in combinatie met kruiden en andere healing-methoden.

## De zeven chakra's
Er zijn tal van interpretaties en invullingen van het begrip chakra; afhankelijk van traditie en cultuurverschillen zijn er verschillende lichamelijke, emotionele of spirituele componenten. De meeste tradities hanteren onderstaande zeven chakra's, van onder naar boven (de hieronder staande verbindingen met het lichaam komen voornamelijk uit de newagebeweging en moderne yogascholen). Naast de zeven chakra's zouden er ook zeven chakralagen zijn; de natuurlijke verbinding tussen een auralaag en een chakra.
Eerste chakra
- Muladhara (मूलाधार, Mūlādhāra)
Muladhara (wortelchakra) wordt gesitueerd net onder het stuitbeen.

De Muladhara zou het verband leggen tussen het lichaam, de aarde en de manier waarop je je in de wereld beweegt.
Volgens de newagebeweging is het eerste chakra rood van kleur en is het op lichamelijk gebied gerelateerd aan problemen met onderrug, dikke darm, botten, heupen, bekken en achterwerk.
Tweede chakra
- Swadhisthana (स्वाधिष्ठान, Svādhiṣṭhāna)
Swadhisthana (heiligbeenchakra) betekent zoetheid en wordt gesitueerd ter hoogte van het heiligbeen. Hierdoor wordt het ook wel het sacraal chakra genoemd.

De Swadhisthana is volgens de newagebeweging oranje van kleur en wordt verbonden met de geslachtsklier, geslachtsorganen, heiligbeen, bekkengebied, baarmoeder, nieren, blaas, bloedsomloop en waterhuishouding.
Derde chakra
- Manipura (मणिपूर, Maṇipūra) 
Manipura (navelchakra) betekent schitterend juweel of met edelstenen gevuld. Het wordt gesitueerd ter hoogte van de navel.

De Manipura wordt gezien als de belangrijkste plek voor het opslaan van energie.
Volgens de newagebeweging is dit chakra geel van kleur en wordt het geassocieerd met de alvleesklier, maag, galblaas, lever, milt, dunne darm, buikholte en vegetatief zenuwstelsel. Dit chakra regelt de spijsvertering en heeft een grote invloed op de werking van het onderlichaam, de maag, lever en milt.
Vierde chakra
- Anahata (अनाहत, Anāhata)
Anahata (hartchakra), betekent ongedeerd of ongeschonden en wordt gesitueerd ter hoogte van het hart.

De Anahata verbindt de onderste drie chakra's van de instincten met de bovenste drie chakra's van het hogere, menselijke bewustzijn.
Dit chakra is volgens de newagebeweging groen van kleur en regelt de werking van het hart, de longen en de ademhaling. Een stabiele bloedsomloop, een sterk hart, een gezond hartritme en een diepe, ontspannen ademhaling duiden erop dat het hartchakra in balans is.
Vijfde chakra
- Vishuddha (विशुद्ध, Viśuddha)
Vishuddha ofzowel Vishuddhi (keelchakra), wordt gesitueerd ter hoogte van de keel.

De Vishuddha vormt in het lichaam het klank- en spraakcentrum.
Het vijfde chakra is volgens de newagebeweging blauw van kleur en verbindt het hartcentrum met het voorhoofdchakra en wordt beschouwd als de bemiddelaar tussen voelen en denken. Dit chakra stemt ze op elkaar af en zorgt er bijvoorbeeld voor dat de ratio niet de overhand krijgt.
Zesde chakra
- Ajna (आज्ञा, Ājñā)
Ajna (derde oogchakra) wordt gesitueerd op het voorhoofd.

Het Ajna zorgt als geestelijk centrum voor oplettendheid en bewustzijn. Een belangrijk symbool voor het zesde chakra is Shakti Hakini, een androgyne godheid, die zowel het mannelijke als vrouwelijke aspect vertegenwoordigt (de dualiteit wordt overstegen).
Het Ajna-chakra is volgens de newagebeweging indigo van kleur en verzorgt de verbinding met de geestelijke wereld en opent de poorten naar intuïtieve kennis en verwijst naar een werkelijkheid die tevoorschijn komt zodra het dualistisch waarnemen van de wereld overstegen wordt en de gedachten tot rust komen. Omdat het voorhoofdchakra de werking van alle endocriene klieren beïnvloedt, is het essentieel voor de gezondheid.
Zevende chakra
- Sahasrara (सहस्रार, Sahasrāra)
Sahasrara (kruinchakra) wordt gesitueerd boven het hoofd.

De Sahasrara hangt samen met spiritualiteit en verlichting. Dit zevende chakra heeft te maken met het streven naar hogere bewustzijnstoestanden. Een geopend zevende chakra veroorzaakt een gevoel van diepe vrede en harmonie, voorbij de dualiteit. Dit leidt tot ervaringen van totaal geluk en brengt de verbinding tot stand met een werkelijkheid die voorbij het denken ligt. De energie van dit chakra kan er toe leiden dat men de Mahatma, 'de grote ziel', bereikt.
Volgens de New Age-beweging is dit chakra violet van kleur.